# Cladonia coccifera
Cladonia coccifera ist eine Flechte, die zur Gattung Cladonia gehört. Sie wird auch als Scharlach-Becherflechte bezeichnet. Das Artepitheton coccifera leitet sich vom lateinischen Wort coccum ab und bedeutet „Kern von Baumfrüchten“ etwa von Granatäpfeln, „Scharlachbeere oder Kermes“. Gallen der Kermes-Eiche (Quercus coccifera), die durch die Kermesschildlaus (Coccus ilicis) hervorgerufen werden, wurden für die Herstellung eines karmesin- oder scharlachroten Farbstoffes genutzt. Das Epitheton bezieht sich hierbei auf die roten Apothecien.

## Beschreibung
Die gelbgrüne Flechte bildet ziemlich regelmäßige Becher mit randständigen roten Apothecien aus. Die gelbliche Färbung kommt von der enthaltenen Usninsäure. Die Podetien werden bis zwei Zentimeter hoch, mit bis zu einem Zentimeter breiten Bechern, die dicht mit kleinen rundlichen Schollen bedeckt sind. Stellenweise können auch Exemplare mit abstehenden Blättchen, am Becherrand mit roten Pyknidien oder gewölbten roten Apothecien auftreten. Grundständige Blättchen sind zahlreich und werden bis 5 (8) Millimeter lang. Sie sind wie die Podetien gefärbt. Diese sind unterseits weiß, die Basis jedoch gelblich bis gelbbraun.

## Verbreitung und Standort
Die Flechte wächst auf sauren, mageren Böden, bemoosten Felsen, vorwiegend in Berglagen an lichtreichen Standorten. Sie ist vom mittleren/südlichen Skandinavien bis in Berglagen des Mittelmeerraumes verbreitet.